# 平松令三
平松令三（ひらまつ　れいぞう、1919年12月5日-2013年5月14日）は、浄土真宗の仏教学者。学位は、文学博士（龍谷大学・2009年）（学位論文「親鸞の生涯と思想」）。

## 略歴
1919年（大正8年）三重県津市生まれ。静岡高等学校卒、1943年（昭和18年）京都帝国大学文学部史学科卒、同大学院修了、1946年（昭和21年）郷里の一身田郵便局に勤め局長、1980年（昭和55年）龍谷大学文学部特任教授、教授、1990年（平成2年）定年退任。2009年（平成21年）「親鸞の生涯と思想」で龍谷大学より文学博士の学位を取得。

## 著書
- 『真宗史論攷』同朋舎出版 1988
- 『親鸞真蹟の研究』法蔵館 1988
- 『親鸞聖人絵伝』本願寺出版社 聖典セミナー 1997
- 『親鸞』吉川弘文館 歴史文化ライブラリー 1998
- 『親鸞の生涯と思想』吉川弘文館 2005

### 共著編・監修
- 『親鸞聖人』宮崎円遵,藤島達朗共編 徳間書店 1973
- 『親鸞聖人眞蹟集成』全10巻 赤松俊秀,藤島達朗,宮崎圓遵共編 法藏館 1973-74
- 親鸞『顕浄土真実教行証文類 専修寺本』生桑完明共編 法蔵館 1975
- 『真宗史料集成 第7巻 伝記・系図』編 同朋舎 1975
- 『郷土史事典三重県』編 昌平社 1981
- 『真宗史料集成 第4巻 専修寺・諸派』編 同朋舎出版 1982
- 『善導大師五部九巻 高田専修寺本』全4巻　堤玄立共編 法蔵館 1986
- 『親鸞大系 歴史篇』全11巻 柏原祐泉,黒田俊雄共監修 法藏館 1988-89
- 『仏光寺の歴史と信仰』責任編集 思文閣出版 1989
- 『高田本山の法義と歴史』編 同朋舎出版 1991
- 『真宗人名辞典』柏原祐泉,薗田香融共監修 赤松徹真,木場明志,首藤善樹,上場顕雄,草野顕之共編 法藏館 1999
- 『圓猷上人・圓超上人遺芳』真宗高田派教学院編 責任編集 真宗高田派宗務院 2003
- 『これからの真宗写経教室実践講座』日野詢城,佐藤芙蓉,丸田善明共監修 真宗写経教室実践講座編纂委員会編 四季社 2006
- 『御堂日録 第1冊(寛保3年(1743年)寛延3年(1750年)) 複刻』真宗高田派教学院編 責任編集 真宗高田派宗務院 2006
- 『影印高田古典 第6巻 (直弟本 下)』真宗高田派教学院編 責任編集 真宗高田派宗務院 2008
- 『念仏と流罪 承元の法難と親鸞聖人 承元の法難800年特別講演会講演録』梯實圓,霊山勝海共著 浄土真宗本願寺派教学伝道研究センター企画編集 本願寺出版社 2008

### 記念論集
- 『日本の宗教と文化 平松令三先生古稀記念論集』同朋舎出版 1989

## 論文
- Cinii